# Joseph Kerebel
 (octobre 2012).
 Joseph Kerebel (4 juillet 1912 - 19 juin 1945) était un prêtre catholique, vicaire à Montville et résistant français mort en déportation.

## Biographie
Joseph Kerebel est né le 4 juillet 1912, à Lambézellec, dans le Finistère, devenu en 1945 un quartier de la ville de Brest. À la veille de la Première Guerre mondiale, la famille Kerebel quitte sa Bretagne natale pour s’installer à Dieppe, en Seine-Inférieure. 	
En âge d’être scolarisé, ses parents inscrivent le jeune Joseph à l'école Saint-Charles, école qu’il fréquentera jusqu’à son inscription à l’Institution Saint-Romain, à Rouen, appelé aussi le Petit Séminaire. Après ses études secondaires, il entre au Grand Séminaire.
Ordonné prêtre en décembre 1936, l’abbé Kerebel est nommé vicaire de la paroisse de Montville, près de Rouen, par l’archevêque du diocèse. Il se lie d’amitié avec la population locale qui lui pardonne volontiers ses frasques.
Rappelé sous les drapeaux à la veille de l’invasion de la Pologne par les troupes allemandes, il rejoint le régiment d’infanterie auquel il a été affecté en garnison à la caserne Gouraud à Soissons. Fait prisonnier en juin 1940, il s’évade, regagne sa paroisse et reprend son ministère.
Ardent patriote ne se résignant pas à l’idée de servitude, l’abbé Kerebel rejoint alors les rangs du Front patriotique de la jeunesse, émanation du Front national de lutte pour l’indépendance de la France, mouvement de résistance créé par le Parti communiste français. Dénoncé par un auxiliaire français de la police allemande, il est arrêté à son domicile le 13 octobre 1943 en compagnie de Paul Le Goupil, responsable départemental du FPJ, par des membres de la Sipo-SD de Rouen sous le commandement du SS-Sturmcharführer Otto Nöhring.
Les deux résistants sont emmenés rue du Donjon, à Rouen, avant d’être incarcérés à la prison Bonne-Nouvelle. Interné au camp de Compiègne-Royallieu, il est déporté dans le convoi du 27 avril 1944, dit convoi « Tatoués », vers Auschwitz-Birkenau. Dans ce même convoi, se trouvaient : Paul Le Goupil, André Bessière, Robert Desnos, Jean Baumel, Michel Bommelaer, Léon Hoebeke, Jacques L’Hoste, Marcel Letertre, Charles Sirioud, Jean-Claude... Puis, le 12 mai 1944, il est transféré au camp de concentration de Buchenwald. Le 25 mai 1944, il est de nouveau transféré, cette fois au camp de Flossenbürg où il ne restera que quelques jours avant d’être dirigé, le 2 juin 1944, vers le Kommando de Flöha.
À l’approche des troupes alliées, Himmler ordonne l’évacuation des camps de concentration. La marche de la mort conduit l’abbé Kerebel à Theresienstadt où il mourra du typhus le 19 juin 1945, quelques jours seulement après son compagnon de captivité, le poète surréaliste Robert Desnos. 
À la Libération, deux hommes soupçonnés d’être à l’origine de l’arrestation de l’abbé Kerebel sont arrêtés et emprisonnés par les autorités françaises. Étienne Roche, l’un des accusés, bénéficie d’un non-lieu. L’autre accusé, André Prieur, comparait lui devant la Cour de justice de Rouen. À l’issue du procès, il est condamné à la peine de mort. Il tombera sous les balles d’un peloton d'exécution au matin du 30 novembre 1946.